# 斡歌连
斡歌连·扯儿必（羅馬化：Ögele Čerbi，羅馬化：Ūkla Jarbī，見《史集》）是13世纪初蒙古帝国的千户长之一，出身阿魯剌惕部，汉文史籍如《元朝秘史》作斡歌连、斡格來、斡格列、斡歌列，《元史》作斡阔烈阇里必。

## 生平
斡歌连出身阿魯剌惕部，是后来担任右翼万户长的博尔术之弟。《史集》误记其为雪尼惕部出身，可能是与多豁勒忽·扯儿必混淆所致。
铁木真首次称汗后，斡歌连与多豁勒忽、者台、合赤温·脱忽剌温一同被任命为最初的箭筒士（豁尔赤、Qorči）。1203年，成吉思汗征服克烈部后重组蒙古军制，奠定了千户制与怯薛（亲卫队）制度的雏形。此时斡歌连与朵歹、多豁勒忽、脱栾、不察阑、速亦客秃等人被任命为侍从（扯儿必），担任怯薛长官。
1206年成吉思汗建国后，怯薛规模扩大至万人，斡歌连担任其中一千名侍卫军的长官。与他同时编组入队的七十名侍卫，被称为大侍卫。窝阔台即位后，他卸任怯薛长官，转任千户长，在《史集・成吉思汗纪》的“千户长名单”中列为左翼第19位。窝阔台灭金朝后，分封投下領给諸王、勳臣，即“丙申年分拨”。斡歌连获封广平路分地。该封地隶属于以博尔术继承者孛栾台为代表的“右手万户三投下”，包括阿魯剌惕部的博尔术、斡歌连，斡罗纳儿部的巴歹、乞失里黑，以及晃豁壇的一部。

## 世系
- 納忽伯顔（Naqu Bayan/nàhūbǎiyán）
  - 右翼萬戶長 博爾朮（Bo'orču/bówòérchū,بورچى نويان/būrchī nūyān）
    - 右翼萬戶長 孛栾台（Boroldai/bóluántái,بورالتای/būrāltāī）
      - 西方大将 班里赤（Balčiq/bānlǐchì,بالجیق/bāljīq）
      - J̌irqamiš（J̌irqamiš ＞جیرقامیش/jīrqāmīsh）
      - 御史大夫 玉昔帖木儿（Üz temür/yùxītièmùér,اور تیمور/ūz tīmūr）
        - 广平王 木剌忽（Mulaq/mùlàhū）
          - 广平王 阿魯图（Arqtu/ālŭtú）

        - 萬戶長 脱憐（To'oril ＞/tuōlián）
        - 御史大夫 脱忒哈（/tuōtèhā）

    - 阿朮魯（Aǰul Noyan/āzhúlŭ,اجل نویان/ājul nūyān）
    - El temür（El temür,یل تمور/īltimūr）

  - 斡歌连·扯儿必（Ögele Čerbi/wòkuòlièshélǐbì,اوکلا جربی/ūkla jarbī）